# Colostethinae
Die Colostethinae sind eine im tropischen Mittel- und Südamerika beheimatete Unterfamilie von Froschlurchen aus der Familie der Baumsteigerfrösche. Es werden vier Gattungen und 60 Arten unterschieden.

## Taxonomie

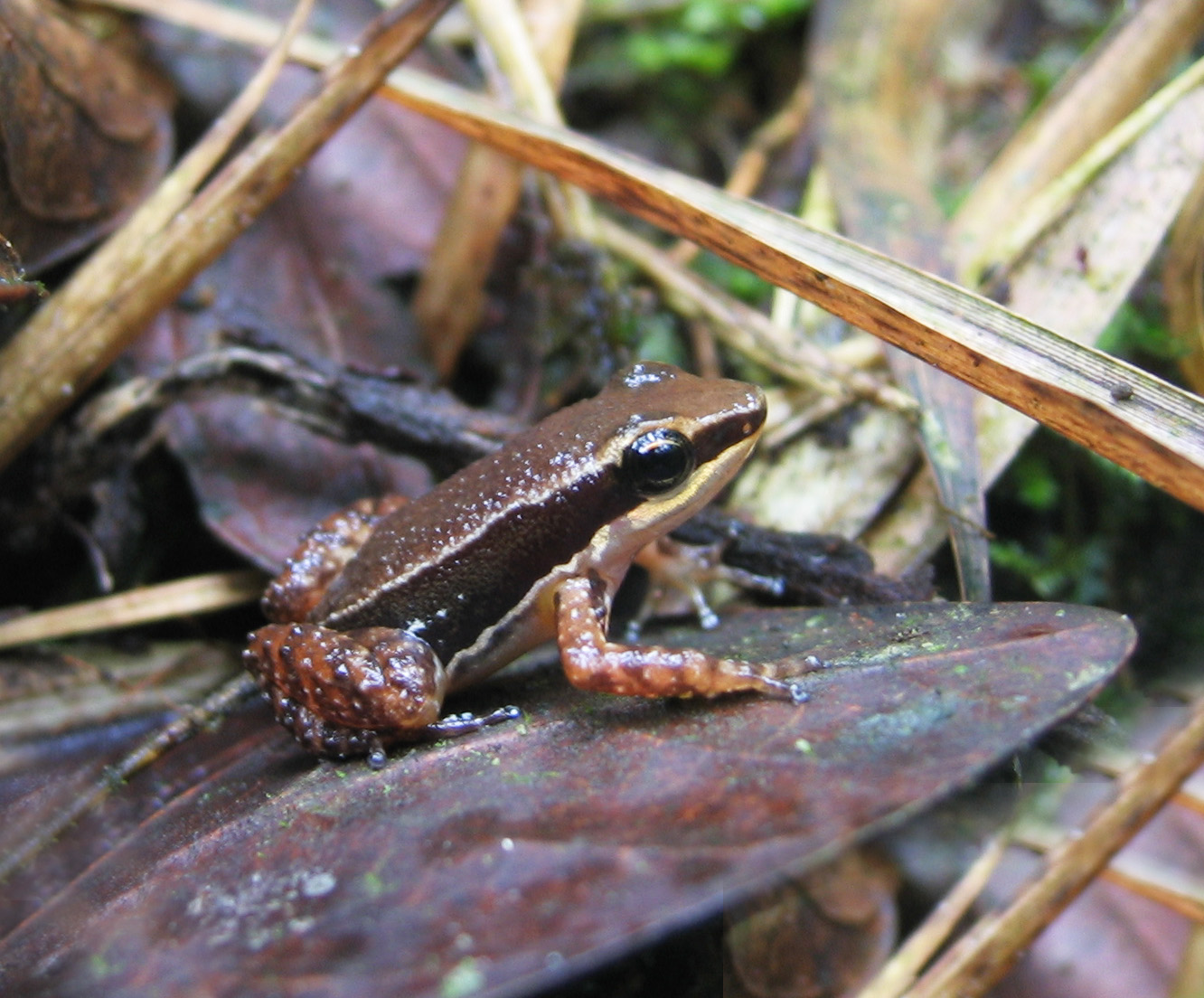
Silverstoneia flotator aus Panama

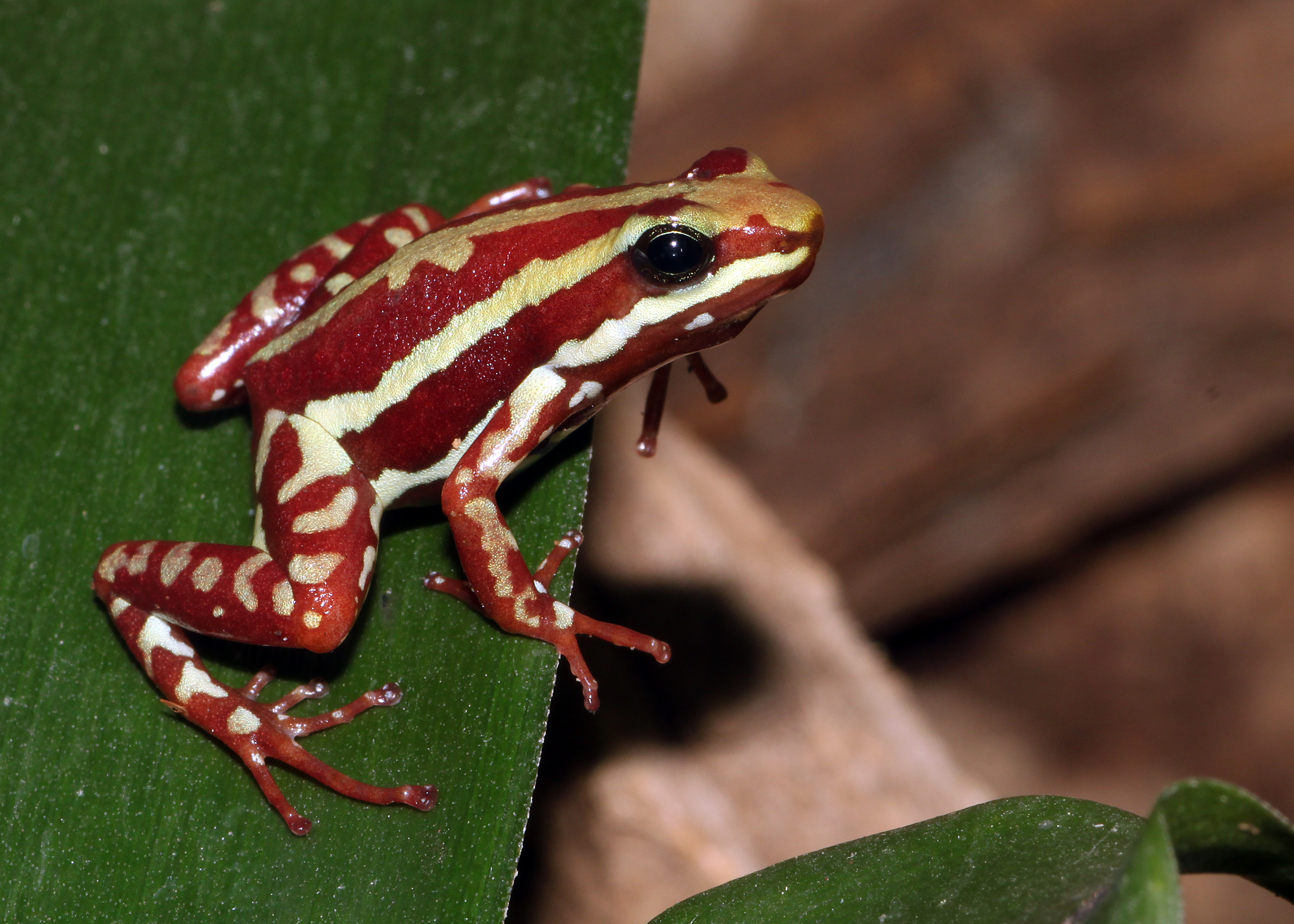
Dreistreifen-Baumsteiger (Epipedobates tricolor) aus Ecuador

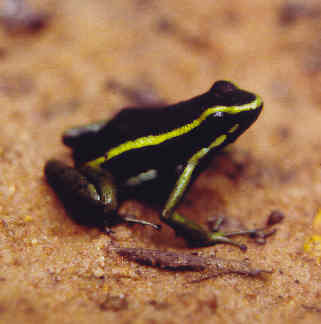
Grüner Riesengiftfrosch (Ameerega trivittata)

Die Colostethinae entspringen einem basalen Zweig der Baumsteigerfrösche, während die beiden anderen Unterfamilien Hyloxalinae und Dendrobatinae näher miteinander verwandt sind. Bei den vier Gattungen der Colostethinae besteht ein Schwestergruppenverhältnis zwischen Silverstoneia und Epipedobates einerseits, und zwischen Colostethus und Ameerega andererseits.
|  | Silverstoneia |
|  |               |
|  | Epipedobates  |
|  |               |

|  | Colostethus |
|  |             |
|  | Ameerega    |
|  |             |

|  | Silverstoneia |
|  |               |
|  | Epipedobates  |
|  |               |

|  | Colostethus |
|  |             |
|  | Ameerega    |
|  |             |

|  | Hyloxalinae   |
|  |               |
|  | Dendrobatinae |
|  |               |

|  | Silverstoneia |
|  |               |
|  | Epipedobates  |
|  |               |

|  | Colostethus |
|  |             |
|  | Ameerega    |
|  |             |

|  | Silverstoneia |
|  |               |
|  | Epipedobates  |
|  |               |

|  | Colostethus |
|  |             |
|  | Ameerega    |
|  |             |

|  | Hyloxalinae   |
|  |               |
|  | Dendrobatinae |
|  |               |

Phylogenetische Beziehungen der Colostethinae
Unterfamilie Colostethinae Cope, 1867
- Gattung Ameerega Bauer, 1986
- Gattung Colostethus Cope, 1866
- Gattung Epipedobates Myers, 1987
  - Art Dreistreifen-Baumsteiger (E. tricolor)
- Gattung Silverstoneia Grant, Frost, Caldwell, Gagliardo, Haddad, Kok, Means, Noonan, Schargel & Wheeler, 2006

## Merkmale
Der vierte Finger ist verkürzt. Der erste Finger ist länger als der zweite. Der dritte Finger weist bei geschlechtsreifen Männchen eine Schwellung auf. Bei der Balz nimmt das Weibchen vor dem Männchen eine geduckte Haltung ein. Das Männchen umklammert bei der Paarung den Kopf des Weibchens.

## Geografische Verbreitung
Colostethinae finden sich im Tropengürtel Mittel- und Südamerikas. Die meisten Arten sind von den brasilianischen Bundesstaaten Mato Grosso do Sul und Goiás über den größten Teil des Amazonasbeckens bis hin zu den Osthängen der Anden von Bolivien bis Venezuela verbreitet. Außerdem reicht das Verbreitungsgebiet vom südwestlichen Costa Rica bis zum südwestlichen Ecuador entlang der Pazifikküste und bis zu den Anden und den dazwischen liegenden Tälern in Kolumbien.

## Lebensweise
Die Colostethinae sind tagaktive Bewohner des tropischen Regenwaldes. Beim Balzritual duckt sich das Weibchen, gleitet aber nicht aktiv unter das Männchen. Das Männchen umklammert bei der Paarung den Kopf des Weibchens. Die Kaulquappen werden von erwachsenen, in der Regel männlichen Tieren auf dem Rücken transportiert. Bei einigen Vertretern von Colostethus tritt dieses Verhalten hingegen bei den Weibchen auf. Die Kaulquappen wachsen in stehenden oder fließenden Gewässern am Boden heran.

## Gefährdung und Schutz
In der Roten Liste gefährdeter Arten der IUCN sind die meisten Arten der Colostethinae von Least Concern (nicht gefährdet) bis Near Threatened (gering gefährdet, Vorwarnliste) eingestuft. Ameerega cainarachi gilt als Vulnerable (gefährdet), Colostethus mertensi und C. ruthveni als Endangered (stark gefährdet), A. ingeri, A. planipaleae und C. jacobuspetersi als Critically Endangered (vom Aussterben bedroht). Für eine Reihe von Arten liegen nicht genügend Daten vor. Die meisten Vertreter der Colostethinae sind im Anhang II des Washingtoner Artenschutzübereinkommens aufgeführt.